# معركة رفح (1949)
كانت معركة رفح اشتباكاً عسكرياً بين جيش الاحتلال الإسرائيلي والجيش المصري في المرحلة الأخيرة من الحرب العربية الإسرائيلية عام 1948. دارت رحاها في الفترة من 3 إلى 8 يناير (كانون الثاني) 1949 جنوب مدينة رفح مباشرة، والواقعة اليوم ضمن قطاع غزة. بدأت المعركة من قبل إسرائيل كجزء من عملية حوريب، على خلفية معارك سيناء. كان الإسرائيليون يأملون في محاصرة كل القوات المصرية في فلسطين وإعادتها مرة أخرى إلى مصر.
تم تخصيص لوائي جولاني وهارئيل للهجوم، حيث عمل اللواء الثامن كاحتياطي عمليات ولواء النقب يقوم بعمليات التحويل. بينما واجه الإسرائيليون صعوبة كبيرة في التقدم في هجماتهم الفردية، تمكنت قوة بحجم كتيبة في نهاية المطاف من اتخاذ موقف على الطريق من رفح إلى شبه جزيرة سيناء بعمل محاصرة فعلية للقوة الاستكشافية المصرية، مما أدى إلى موافقة المصريين على التفاوض بشأن الهدنة، ولذلك أمرت القيادة السياسية الإسرائيلية جميع القوات بالعودة. كانت معركة رفح آخر عملية قتالية كبرى في الحرب، تلتها اتفاقيات الهدنة مع مصر.

## خلفية تاريخية
قام الجيش المصري بإعلان الحرب على إسرائيل في 15 مايو 1948، بعد إعلان قيام دولة إسرائيل بيومٍ واحد. فتحرك الجيش المصري نحو السهل الساحلي في الأيام التالية، وتوقف عند أسدود، وأقام مقراً رئيسياً له المجدل. بعد إنشاء إسفين بيت حانون والهجمات الإسرائيلية الأخرى في عملية يوآف، انسحبت القوات المصرية إلى غزة وتركزت معظم قواتها فيما يعرف اليوم بقطاع غزة.
في 22 ديسمبر 1948، شن الإسرائيليون عملية حوريب، بهدف طرد جميع القوات المصرية من فلسطين. خططت القيادة الجنوبية الإسرائيلية -بقيادة يغئال ألون- لتطويق المصريين من جهة شبه جزيرة سيناء، دون علم هيئة الأركان العامة الإسرائيلية. لكن بسبب الضغط الدولي، تراجعت قوات ألون من سيناء واستعدت بدلاً من ذلك لتطويق المصريين من خلال الاستيلاء على المواقع جنوب رفح.
كانت رفح قرية عربية تقع على الحدود بين فلسطين ومصر. إلى الجنوب، كان هناك كثيب رملي، يليه الطريق الساحلي والسكك الحديدية، يليه كثيب رملي آخر، يحتوي على مقبرة بدوية في الأعلى (بارتفاع حوالي 100 متر فوق مستوى سطح البحر). في الهضبة الواقعة بين الكثبان، بنى البريطانيون قاعدة عسكرية كبيرة على جانبي الحدود في الحرب العالمية الثانية.

## المعركة
كانت الخطة الإسرائيلية -المرحلة الثانية من عملية حوريب- هي اتخاذ عدد من المواقع جنوب رفح، وكان لواء غولاني يهاجم من الشرق ويستولي على التل 102 وموقع المقبرة، في حين أن لواء هاريل سيضرب من الجنوب ويستولي على مفترق طرق غزة - العريش. اللواءان النقب والثامن كانا أيضاً مستعدين لتقديم المساعدة في العملية كقوات تحويل وقوات احتياطية على التوالي. أما القوات المصرية في المنطقة كانت تتكون من لواء معزز 25 رطلاً و 20 دبابة إم 22 لوكست.
غادرت قوات الجولاني من الكتيبة 12 كيبوتس نيريم في الساعة 18:00 يوم 3 يناير. تم تخصيص شركة لأخذ كل التل 102 وموضع المقبرة. كما تم التركيز بشكل خاص على نقل الذخائر والتعزيزات، في أعقاب الكارثة السابقة في معركة التل 86. فشل الهجوم على التل 102، كما فشل هجومان لاحقان. مع اقتراب قوات الجولاني من التل في الهجوم الأول، أصيبوا بنيران صديقة من المدفعية الإسرائيلية، مما دفع المصريين -بعد ملاحظتهم- لإطلاق نيران مدفعيتهم. ثم انسحبت قوات الجولاني. والهجوم الثاني هذه المرة كان بوحدات مدرعة، صده المصريون الذين عززوا الموقف بأسلحة مضادة للدبابات.
احتلت القوات الإسرائيلية موقع المقبرة في الساعة 00:30 يوم 4 يناير، وحققت القوات مفاجأة كاملة، وتم اكتشاف حوالي 50 متراً فقط من المحيط الدفاعي الداخلي، حيث تمكنوا من اختراق المصريين وهزمهم في وقت بسيط، وأخذوا بعضهم أسرى. فشن المصريون هجوماً مضاداً على موقع المقبرة عدة مرات، لكنهم لم يتمكنوا من طرد قوات الجولاني. تضمن الهجوم المضاد الأول 9 دبابات، من بقايا كتيبة إم 22 لوكست التي قاتلت في عملية عساف والتل 86. تم تدمير خمس دبابات من قبل الجولاني، فتراجع المصريون. وفي الهجوم المضاد الثاني (الساعة 11:00)، دمر الإسرائيليون أربع دبابات إضافية. كان الهجوم المضاد الثالث يتكون في الغالب من عربات المشاة والمدرعات مع قاذفات اللهب. بحلول هذا الوقت، تم تدمير أو التشويش على معظم أسلحة الجولاني. وبعد أن أصابت سلاح بيات المضاد للدبابات إحدى المدرعات المصرية، تراجعت الأخيرة. وكانت المحصلة قتل ما لا يقل عن 150 جندياً مصرياً في الهجمات المضادة.
في 5 يناير (كانون الثاني)؛ تحرك الجولاني غرباً واتخذ موقعاً آخر أقرب إلى المفترق الذي كان لا يزال في أيدي المصريين. وقصفت السفن والطائرات الإسرائيلية القوات المصرية؛ مما أدى إلى سقوط عدد كبير من الضحايا معظمهم من المدنيين بسبب القصف الإسرائيلي. وسعى المصريون لمنع رحلات نزح جماعية إلى الداخل المصري، الأمر الذي من شأنه أن يضر بالمعنويات بين السكان هناك.
في غضون ذلك، تحركت قوات حاريل عبر طريق العوجة - رفح، وبحلول الساعة 14:00 يوم 4 يناير كانت قد اتخذت عدداً من المواقع المحاذية في شبه جزيرة سيناء عبر الحدود. في الساعة 11:00 يوم 5 يناير، هاجموا الموقع الجنوبي للتقاطع، لكنهم فشلوا في الاستيلاء عليه. هاجمت الكتيبة الخامسة التابعة للواء في الليل وتمكنت من السيطرة على كلا الموقعين المطللين على التقاطع بحلول الساعة 02:00 يوم 6 يناير. ومع ذلك، قام المصريون بهجوم مضاد خلال عاصفة رملية واستعادوا التقاطع، مما فاجأ الإسرائيليين الذين انسحبوا وفقدوا 10 من جنودهم. وتم إحضار اللواء الثامن احتياطياً من غفولوت، الذي شن هجوماً على الموقع الغربي للتقاطع بعد الظهر، لكن الهجوم لم ينجح.
في ليلة 7 يناير، استولت الكتيبة الرابعة (هارئيل) -بقيادة دافيد إلعازار- على منطقة أبعد ناحية الغرب وحاصرت فعلياً القوات المصرية المتبقية في فلسطين، كما تصورت القيادة الإسرائيلية في خطتها. كما تم إيقاف قافلة إمداد مصرية وهجوم مضاد في هذه المنطقة في 7 يناير؛ فخسر المصريون 8 دبابات وعربات مصفحة في الهجوم المضاد. في ليلة 8 يناير، قصفت القوات الإسرائيلية خط السكة الحديد الساحلي لمنع أي احتمال لإمداد المصريين المحاصرين. دمر أحد الألغام التي زرعوها قطاراً مصرياً كان ينقل مئات الجرحى إلى العريش.
تم التخطيط للهجوم النهائي والحاسم في 8 يناير، لكن العاصفة الرملية دفعت الإسرائيليين إلى التأخير لمدة 24 ساعة أخرى. بحلول هذا الوقت، كانت القيادة السياسية المصرية قد وافقت على التفاوض بشأن الهدنة مع الإسرائيليين؛ بشرط أن تسحب إسرائيل قواتها. عارض قائد القيادة الجنوبية إيغال ألون قبول الشروط، لكن في 7 يناير وافق رئيس الوزراء دافيد بن غوريون. تم إعلان وقف إطلاق النار رسمياً في 7 يناير في الساعة 14:00، على الرغم من خوض المناوشات النهائية في الليل. نتيجة لذلك؛ انسحبت القوات الإسرائيلية في موقع لواء حاريل (بما في ذلك تعزيزات من اللواء الثامن) في الفترة من 9 إلى 10 يناير (كانون الثاني).

## تداعيات المعركة
كانت المعركة المحيطة برفح بمثابة نهاية للاشتباكات القتالية الرئيسية في الحرب العربية الإسرائيلية عام 1948. ومهدت المعركة الطريق لاتفاقيات الهدنة لعام 1949 بين إسرائيل ومصر، وكانت الخطوط الأمامية في نهاية المعركة متوافقة تقريباً مع حدود الهدنة، باستثناء موقع المقبرة وإسفين بيت حانون، اللذين تم تسليمهما إلى مصر.